# Кишода (Тимиш)
Кишода (рум. Chișoda) насеље је у Румунији у округу Тимиш у општини Ђирок. Oпштина се налази на надморској висини од 88 m.

## Прошлост
По "Румунској енциклопедији" место се помиње 1332. године, а под Турцима је запустело. Обновљено је између 1730-1760. године и то плански - типично немачки план села са правим улицама.
Кишода је 1764. године православна парохија у Темишварском протопрезвирату. Аустријски царски ревизор Ерлер је 1774. године констатовао да то место припада Барачком округу, Темишварског дистрикта. Становништво је било претежно влашко. Када је 1797. године пописан православни клир била су три свештеника, који иако имају типична српска имена и презимена - не знају српски језик. Пароси, поп Марко Марковић (рукоп. 1780), поп Петар Јанковић (1787) и поп Трифун Поповић (1792) служе се само румунским језиком.

## Становништво
Према подацима из 2002. године у насељу је живело 2004 становника.

### Попис2002.
| Расподела становништва по националности 2002.‍ | Расподела становништва по националности 2002.‍ | Расподела становништва по националности 2002.‍ | Расподела становништва по националности 2002.‍ | Расподела становништва по националности 2002.‍ |
| --------------------------------------------- | --------------------------------------------- | --------------------------------------------- | --------------------------------------------- | --------------------------------------------- |
|                                               |                                               |                                               |                                               |                                               |
| Румуни                                        | Румуни                                        |                                               | 1.858                                         | 92,9%                                         |
| Мађари                                        | Мађари                                        |                                               | 71                                            | 3,5%                                          |
| Роми                                          | Роми                                          |                                               | 8                                             | 0,4%                                          |
| Немци                                         | Немци                                         |                                               | 51                                            | 2,5%                                          |
| Срби                                          | Срби                                          |                                               | 12                                            | 0,6%                                          |